# 2002년 발리 폭탄 테러
2002년 발리 폭탄 테러는 2002년 10월 12일 인도네시아 발리의 쿠타 관광구역에서 일어난 테러로, 202명이 죽고 (호주인 88명, 인도네시아인 38명, 영국인 23명, 그 외 20여개국 국적의 외국인들) 209명이 부상당했다.

## 같이 보기
- 2005년 발리 폭탄 테러